# Баррелл Тауншип (округ Армстронг, Пенсільванія)
Баррелл Тауншип (англ. Burrell Township) — селище (англ. township) в США, в окрузі Армстронг штату Пенсільванія. Населення — 656 осіб (2020).

## Демографія
Згідно з переписом 2010 року, у селищі мешкало 689 осіб у 283 домогосподарствах у складі 202 родин. Було 331 помешкання
Расовий склад населення:
| - 98,4 % — білих - 1,2 % — чорних або афроамериканців - 0,1 % — корінних американців |

До двох чи більше рас належало 0,3 %. Частка іспаномовних становила 0,4 % від усіх жителів.
За віковим діапазоном населення розподілялося таким чином: 19,4 % — особи молодші 18 років, 62,6 % — особи у віці 18—64 років, 18,0 % — особи у віці 65 років та старші. Медіана віку мешканця становила 44,4 року. На 100 осіб жіночої статі у селищі припадало 108,2 чоловіків;  на 100 жінок у віці від 18 років та старших — 116,0 чоловіків також старших 18 років.
Середній дохід на одне домашнє господарство  становив 53 285 доларів США (медіана — 45 769), а середній дохід на одну сім'ю — 64 424 долари (медіана — 56 563). Медіана доходів становила 42 361 долар для чоловіків та 28 500 доларів для жінок. За межею бідності перебувало 12,8 % осіб, у тому числі 21,4 % дітей у віці до 18 років та 9,4 % осіб у віці 65 років та старших.
Цивільне працевлаштоване населення становило 281 особа. Основні галузі зайнятості: освіта, охорона здоров'я та соціальна допомога — 20,3 %, виробництво — 17,1 %, будівництво — 12,5 %, роздрібна торгівля — 10,3 %.